# 千葉市警察
千葉市警察（ちばしけいさつ）は、かつて存在した千葉県千葉市の自治体警察。

## 概要
千葉県では全国に先駆けて、1947年（昭和22年）11月27日より試験的に自治体警察制度が導入された。千葉市でも千葉市警察署が設置された。1948年（昭和23年）3月7日の旧警察法の施行により、正式に発足した。
1954年（昭和29年）7月1日に新警察法が施行された。これにより国家地方警察と自治体警察が廃止され、新たに都道府県警察として千葉県警察が発足。千葉市警察も千葉県警察に統合され、姿を消した。

## 組織
1953年（昭和28年）時点
- 警務部
  - 総務課、警務課
- 警備部
  - 警ら課、警備課、交通課
- 刑事部
  - 捜査一課、捜査二課、防犯課